# Bagrat Ier d'Iméréthie
Bagrat Ier d'Iméréthie (en géorgien : ბაგრატ I მცირე, Bagrat Mtsiré « le Petit » ; mort en 1372) est roi d'Iméréthie de 1329 à 1330 puis duc de Choropan.
Il succède très jeune à son père le roi Michel en 1329. L'année suivante, il doit renoncer à son titre de roi, lorsque Georges V de Géorgie occupe l'Iméréthie et prend la capitale, Kutaisi. Bagrat Ier obtient en compensation le titre de saeristavo (« duc ») de Choropan ou Shorapani et le gouvernement héréditaire de la province.
Bagrat Ier épouse en 1358 une fille du prince Qvarqvaré II Jakeli, Atabag de Samtskhé, dont trois fils qui lui succéderont successivement à sa mort en 1372 :
- Alexandre Ier ;
- Georges Ier ;
- Constantin II.

## Sources
- Alexandre Manvelichvili, Histoire de la Géorgie, Paris, Nouvelles Éditions de la Toison d'Or, 1951, 476 p..
- Nodar Assatiani et Alexandre Bendianachvili, Histoire de la Géorgie, Paris, l'Harmattan, 1997, 335 p. [détail des éditions] (ISBN 2-7384-6186-7, présentation en ligne).
- Marie-Félicité Brosset, Histoire de la Géorgie. Tome II : Histoire moderne de la Géorgie, Réédition Adamant Media Corporation  (ISBN 0543944808), p. 246-247.